# 1347 Patria
Az 1347 Patria (ideiglenes jelöléssel 1931 VW) a Naprendszer kisbolygóövében található aszteroida. Grigorij Neujmin fedezte fel 1931. november 6-án.